# وارشاد
وارشاد (به مجاری:  Varsád) یک شهرداری در مجارستان است که در ناحیه تاماشی واقع شده‌است. وارشاد ۲۱٫۶ کیلومتر مربع مساحت و ۳۶۴ نفر جمعیت دارد.